# Płóczka (dopływ Bobru)
Płóczka – potok w południowo-zachodniej Polsce, lewy dopływ Bobru, w powiecie lwóweckim, płynący przez wschodnią część Pogórza Izerskiego u północnych podnóży Wzniesień Gradowskich.

## Przebieg
Źródła Płóczki znajdują się w Nagórzańskim Lesie, na wschód od Podskala i południowy wschód od Gradówka. Wiele drobnych cieków łączy się u podnóży Pirszyna, tworząc potok. Po wypłynięciu z lasu potok przepływa obok szeregu stawów rybnych i wpływa do Płóczek Dolnych. Tam łączy się ze swoim największym dopływem – Słotwiną. Następnie Płóczka opływa od południa i wschodu stare miasto w Lwówku Śląskim i wpada do Bobru powyżej oczyszczalni ścieków. Górną część doliny Płóczki porastają lasy mieszane i świerkowe. W środkowej części są użytki rolne i stawy, a dolny odcinek potoku prowadzi wśród zabudowań i jest niemal w całości uregulowany. Płóczka ma długość ok. 10 km.
Niekiedy Słotwina bywa uważana za główny ciek, którego dopływem jest Płóczka. Według opracowań niemieckich górny bieg Płóczki, noszący nazwę Seifen, po połączeniu ze Słotwiną (Görre) tworzył dolny bieg Płóczki (Görisseiffenbach). Według mapy z XIX w. Płóczka była niegdyś dłuższa o około kilometr. Przed ujściem płynęła równolegle do Bobru i kończyła swój bieg w Rakowicach Wielkich.

## Kapliczka św. Wawrzyńca

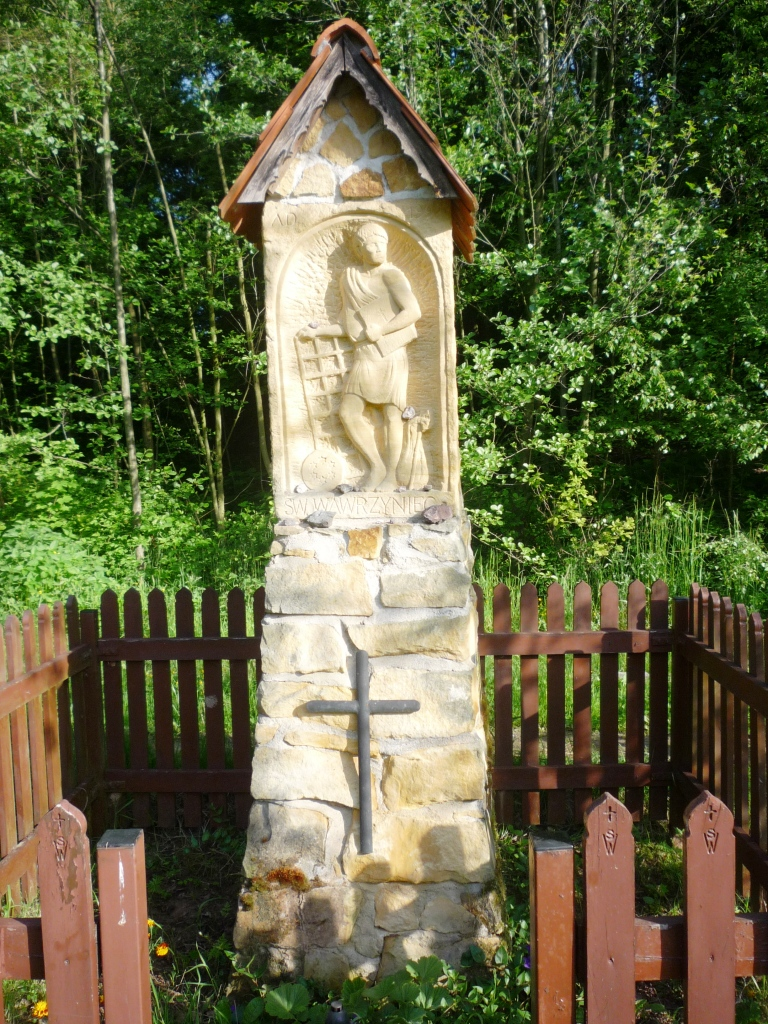
Kapliczka św. Wawrzyńca w dolinie Płóczki.

W dolinie górnej Płóczki stoi kapliczka św. Wawrzyńca. Według wmurowanej tabliczki została wzniesiona w czerwcu 1992 r. staraniem Wielkopolsko-Śląskiego Bractwa Siedmiu Gwiazd.